# Östra Sicklingen
Östra Sicklingen är en sjö i Härjedalens kommun i Härjedalen och ingår i Ljusnans huvudavrinningsområde. Sjön har en area på 0,297 kvadratkilometer och ligger 758,2 meter över havet. Sjön avvattnas av vattendraget Skomstjärnån.

## Delavrinningsområde
Östra Sicklingen ingår i det delavrinningsområde (691114-134125) som SMHI kallar för Utloppet av Östra Sicklingen. Medelhöjden är 782 meter över havet och ytan är 4,19 kvadratkilometer. Det finns inga avrinningsområden uppströms utan avrinningsområdet är högsta punkten. Skomstjärnån som avvattnar avrinningsområdet har biflödesordning 3, vilket innebär att vattnet flödar genom totalt 3 vattendrag innan det når havet efter 399 kilometer. Avrinningsområdet består mestadels av skog (79 procent) och öppen mark (13 procent). Avrinningsområdet har 0,33 kvadratkilometer vattenytor vilket ger det en sjöprocent på 8 procent.